# کوکوبونجی، توکیو

نقشهٔ کُوکوبونجی واقع در ناحیهٔ تامای توکیو

منطقه کُوکوبونجی (به ژاپنی: 国分寺市 Kokubunji) به یکی از بخش‌های منطقه تامای توکیو، پایتخت ژاپن گفته می‌شود. مساحت این بخش ۱۱٬۴۸ کیلومتر مربع است.